# Nguyễn Viết Lểnh
Nguyễn Viết Lểnh (sinh 1953) là đại biểu Quốc hội Việt Nam khóa 12, thuộc đoàn đại biểu Bình Định.